# Wladislaw Nikolajewitsch Listjew

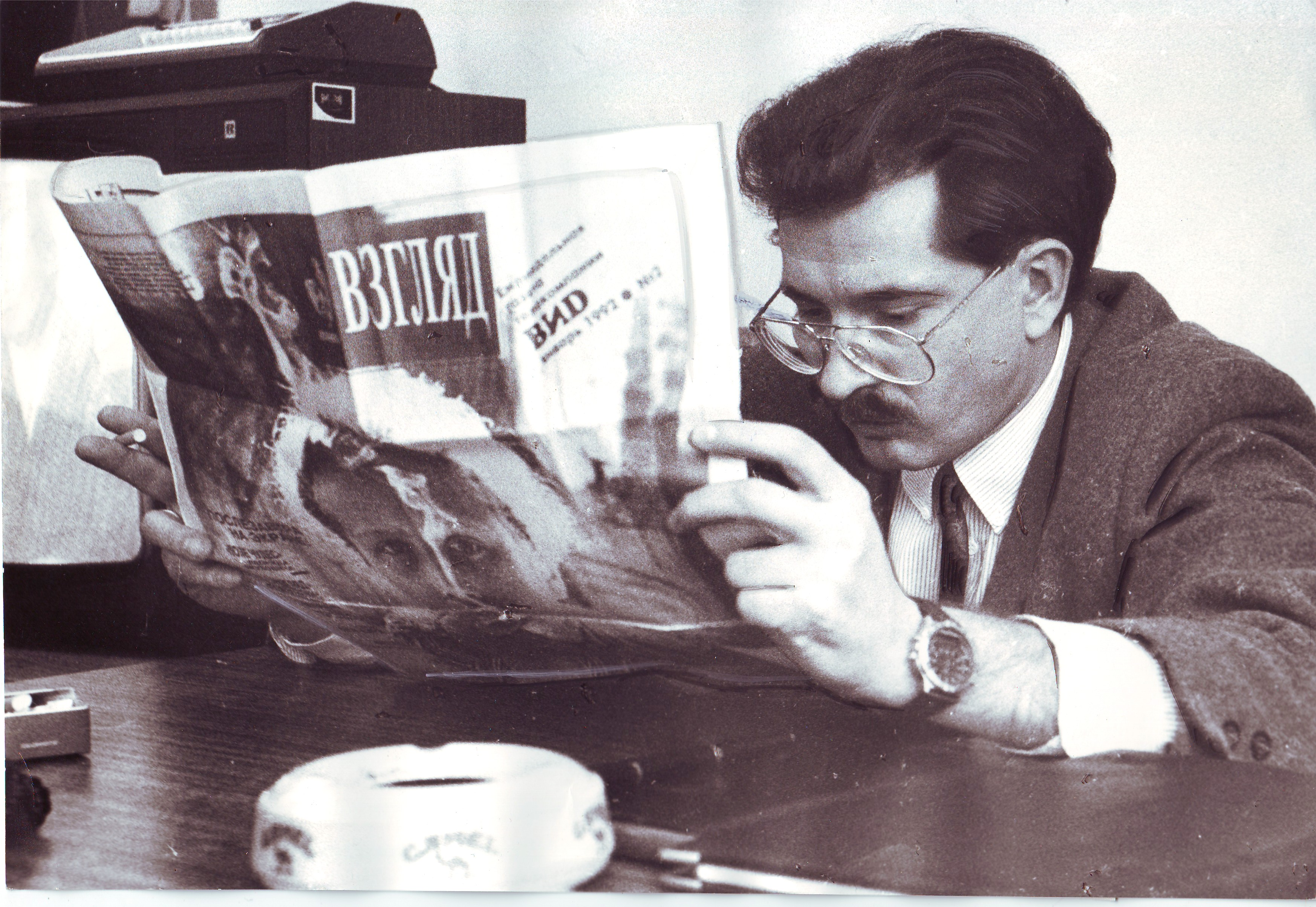
Wladislaw Nikolajewitsch Listjew

Wladislaw Nikolajewitsch Listjew (russisch Владислав Николаевич Листьев, kurz Wlad Listjew / Влад Листьев; * 10. Mai 1956 in Moskau; † 1. März 1995 ebenda) war ein russischer Journalist und Generaldirektor des Fernsehsenders ORT.

## Leben
Listjews Karriere beim Fernsehen begann noch zu Zeiten der Sowjetunion. Er war Mitautor und Moderator des als Meilenstein des sowjetischen Fernsehens angesehenen liberalen politischen Fernsehmagazins Wsgljad.
Listjew brachte viele Fernsehformate aus dem Ausland nach Russland und machte daraus russische Versionen, die er teilweise auch selbst moderierte. Dazu gehören Tema (Das Thema), die erste wöchentliche Talkshow (mittlerweile abgesetzt), in der über Gesellschaft, Kultur und anderes getalkt wurde; Pole Tschudes (Das Wunderfeld, benannt nach einem Ort aus dem Märchen von Burattino), die russische Version vom Glücksrad, die seit 1992 und bis heute von Leonid Jakubowitsch mit großem Erfolg moderiert wird (seit 1990 moderierte Listjew die Sendung); Tschas Pik (Rush hour), die tägliche Talkrunde, in der der Gast (meist prominent) über sein Leben und seine Ziele erzählt (mittlerweile abgesetzt); Ugadai melodiju (Errate die Melodie), Musikquiz mit Valdis Pelsh, die russische Version von „Name that tune“, welches an die deutsche Version „Hast Du Töne?“ mit Matthias Opdenhövel erinnert und viele mehr (mittlerweile abgesetzt).
1991 wurde Listjew zunächst Generalproduzent der Produktionsfirma „VID“, 1993 anschließend deren Präsident. Im September 1994 wurde er zum Vizepräsidenten der Akademie des Russischen Staatsfernsehens ernannt. Im selben Jahr wählten ihn die Teilnehmer des internationalen Festivals „Gong-94“ in einer geheimen Abstimmung zum Journalisten des Jahres.
Am 1. März 1995 wurde Listjew – erst vor kurzem Generaldirektor des damals vom Oligarchen Boris Beresowski kontrollierten ORT geworden – vor seinem Wohnhaus erschossen. Der Mord löste eine tiefe Betroffenheit in Russland aus; den ganzen Folgetag lang sendeten sämtliche Fernsehkanäle anstatt des regulären Programms ein Standbild mit Listjews Foto und der Aufschrift: „Wladislaw Listjew ist ermordet worden.“ Als potentielle Auftraggeber für den Mord wurden Mafiosi, deren Einkünfte durch von Listjew gekündigte Werbeverträge beeinträchtigt worden waren, wie auch politische Kreise, denen Listjews Popularität und Unabhängigkeit ein Dorn im Auge waren, genannt.

„Seit dem Mord an dem in Russland mehr als populären Fernsehmoderator Wlad Listjew und an der Politikerin Galina Starowoitowa weiß man, dass schnelle Ergebnisse nicht zu erwarten sind. Die Monatszeitung Sowerschenno sekretno (Vollkommen geheim) zitiert Zahlen aus dem Informationszentrum des Innenministeriums: Bis Ende November 2000 wurden in Russland 28.727 Fälle von Mord und Totschlag registriert, und von den darin enthaltenen Auftragsmorden wurden 126 aufgeklärt.“

Obwohl 1998 zwei Verdächtige verhaftet wurden, wurden im Fall Listjew bis heute weder die Täter noch ihre Auftraggeber ermittelt.

## Privates
Listjew war dreimal verheiratet. Aus der ersten Ehe mit Jelena Jessina ging die Tochter Walerija hervor. Aus der zweiten Ehe mit Tatjana Ljalina hatte er den Sohn Alexander. Zuletzt war Listjew mit Albina Nasimowa verheiratet. Diese Ehe blieb kinderlos.